# Janice Burton

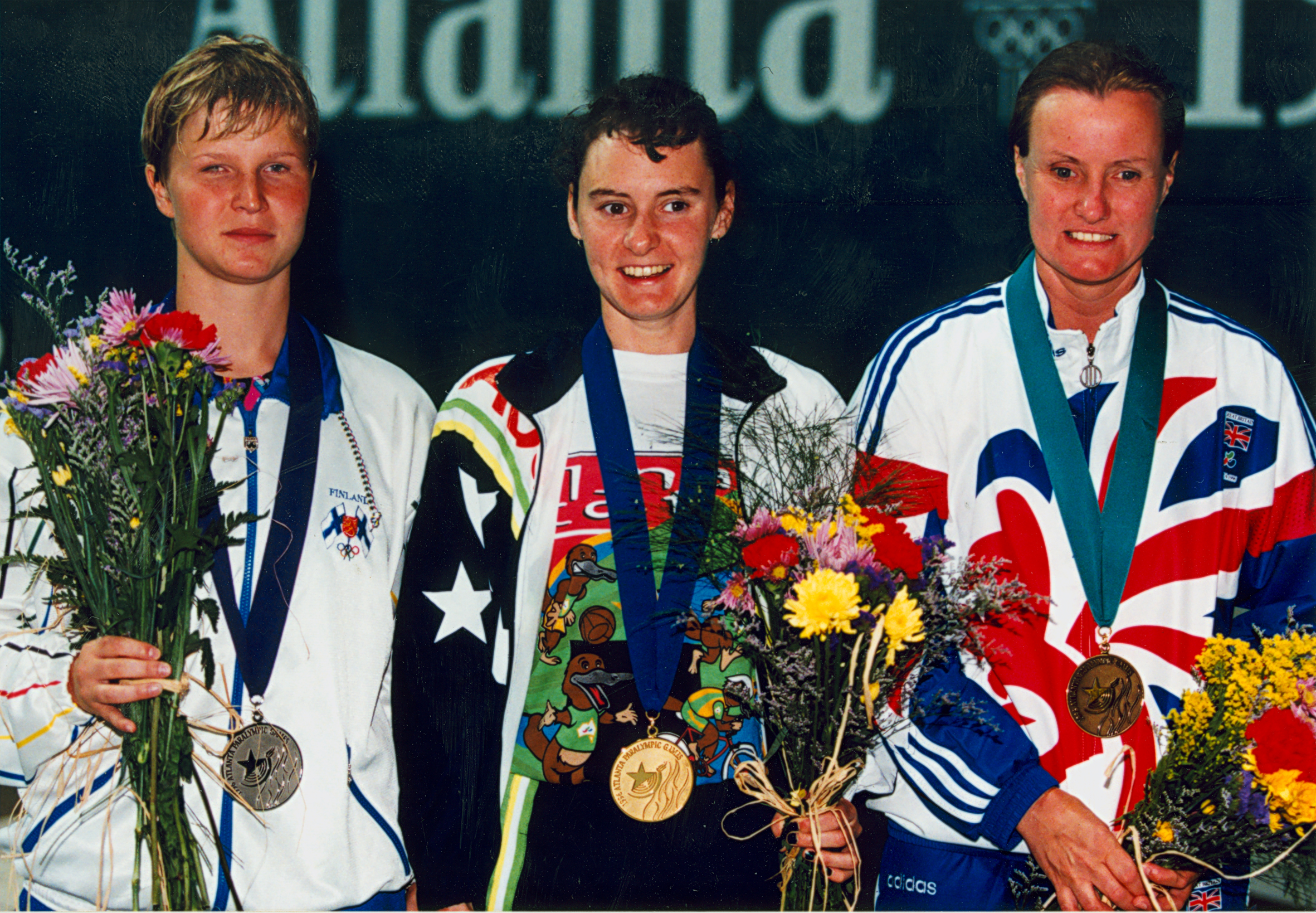
Las ganadoras de medallas de la clase B1 de 100 m mariposa femenino en los Juegos Paralímpicos de Atlanta 1996. De izquierda a derecha, Eeva Riitta Fingerroos de Finlandia (plata), Tracey Cross de Australia (oro) y Janice Burton de Gran Bretaña (bronce).

Janice Burton (nacida el 11 de abril de 1958) es una nadadora paralímpica británica retirada. Burton compitió en pruebas de B1 habiendo perdido completamente la vista en ambos ojos. Ganó un total de 23 medallas paralímpicas durante una carrera que abarcó cuatro Juegos Paralímpicos..
Burton compitió en carreras individuales y de relevos. En las pruebas individuales ganó cinco medallas de oro, tres de ellas en los Juegos Paralímpicos de Barcelona 1992. Además de conseguir éxitos paralímpicos, también triunfó en competiciones europeas y mundiales, siendo coronada campeona un total de 15 veces.
Fue premiada con una Orden del Imperio Británico en la lista de Honores de Año Nuevo de 1999. Desde que se retiró de la natación competitiva, Janice se dedica a hablar en público sobre los perros guía y sobre su carrera paralímpica. También ha participado en los eventos de exhibición en el Show del Caballo del Año. A los 40 años de edad Janice decidió aprender a esquiar en el agua! a los 50 aprendió a esquiar en la nieve! y a los 60 voló en la tirolesa más larga!